# ادواردو چانلی
ادواردو چانلی (ایتالیایی: Eduardo Ciannelli؛ ۳۰ اوت ۱۸۸۸ – ۸ اکتبر ۱۹۶۹) یک هنرپیشه، فیلم‌نامه‌نویس، و خواننده اپرا اهل ایتالیا بود.

## بخشی از فیلم‌شناسی
از فیلم‌ها یا برنامه‌های تلویزیونی که وی در آن نقش داشته است می‌توان به آثار ذیل اشاره کرد.
- کیتی فویل (۱۹۴۰)
- خبرنگار خارجی (۱۹۴۰)
- زنگ‌ها برای که به صدا در می‌آیند (۱۹۴۳)
- دیلینگر (۱۹۴۵)
- گیلدا (۱۹۴۶)
- کالیفرنیا (۱۹۴۷)
- پرنس روباهان (۱۹۴۹)
- آتشفشان (۱۹۵۰)
- عشق است که مرا پیش می‌برد (۱۹۵۱)
- آتیلا (۱۹۵۴)
- ماه نو (۱۹۵۵)
- هلن (۱۹۵۶)
- ملاقات (۱۹۶۴)
- راز سانتا ویتوریا (۱۹۶۹)
- سندیکا: مرگی در باند تبهکاران (۱۹۷۰)